# Tepecanos
Els tepecanos són un poble natiu de Mèxic que antigament habitava la regió del nord de Jalisco i possiblement parts del sud de Zacatecas.
Lingüísticament i culturalment, la diferència entre aquest grup i els tepehuans del sud era mínima, així que alguns antropòlegs com John Alden Mason, els consideren ser una ètnia única amb dos nuclis geogràfics diferents.
Els tepecanos, els tepehuans del sud, els tepehuans del nord, els tepehuans, els pimes i els Tohono O'odham componen la branca Tepima de la família uto-asteca.

## Història

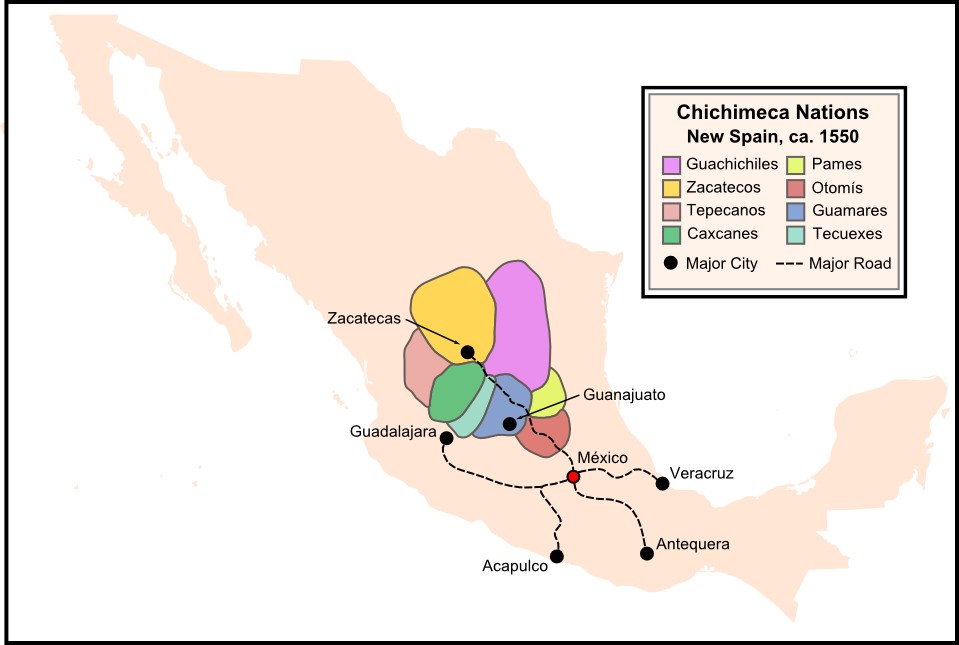
Mapa del tepecano i dels veïns txitximeques durant el segle XVI

Segons els relats dels frares Pedro de la Montaña i Andrés de Medina, els qui van anar dels primers missioners d'arribar a la regió que actualment és el nord de Jalisco l'any 1581, sabem que Chimaltitán i Nostic eren poblacions tepehuanes. A més, els documents revisats pel pare Nicolás Valdés Horta ens donen a saber que els pobladors originals de Colotlán al temps de contacte espanyol, als qui se'ls anomenava tochos, també eren tepehuans, encara que sembla que van arribar molts caxcans a aquest poble més tard al segle xvii. Entre els habitants originals d'El Teúl (als qui se'ls referia com a Tezol) també sembla haver-hi estat tepehuans, ja que es parlava l'idioma tepehuan al poble, encara que queda clar que aquest poble es considerava una població principalment caxcana.
Aquestes dades coincideixen amb la història oral dels tepehuans locals els qui expliquen que el seu territori abastava des de la Sierra de los Morones a l'orient fins a la Serra dels huichols al ponent i des d'Azqueltán en el nord fins a San Cristóbal de la Barranca al sud. Moltes d'aquestes poblacions van ser abandonades amb l'arribada dels espanyols, especialment aquestes en el límit sud del territori, d'on migraren cap a altres regions tepehuanes al nord, incloent Durango, deixant la concentració local de tepehuans a la regió de Villa Guerrero.
Els tepehuans de la regió del barranc de Bolaños van ser els emigrants extrems d'un grup d'ètnies del grup lingüístic tepiman, que compon part de la família lingüística uto-asteca. La família lingüística uto-asteca inclou els idiomes de grups ètnics com els tongva (gabrielinos) que pertanyen al grup takic, i van poblar la majoria del comtat de Los Angeles abans de l'arribada dels espanyols. A més inclou als idiomes dels hopi d'Arizona i els mexica que van fundar l'imperi asteca.
A més, el grup tepiman inclou diverses ètnies que es troben al llarg de la Sierra Madre Occidental: els tohono o'odham (el territori actual dels quals està situat a l'estat d'Arizona), els pimes, (el territori dels quals s'estén per la frontera de Chihuahua i Sonora), tepehuans del nord, (el territori del qual es troba en el sud de l'estat de Chihuahua) i els tepehuans meridionals (el territori actual dels quals es troba en el sud de l'estat de Durango).
Històricament, el territori dels tepehuans meridionals s'estenia fins a San Cristóbal de la Barranca i els tepehuans que habitaven la regió de Villa Guerrero i Totatiche van ser integrants d'aquest mateix grup. Històricament s'han denominat als habitants d'aquests pobles com tepecanos, però lingüísticament i culturalment van formar part de la mateixa ètnia que els pobles tepehuans del sud de Durango.
Evidència etnològica indica que els tepehuans van immigrar al barranca de Bolaños en aproximadament el segle xiv i que van venir de la regió que avui queda en el sud-oest dels Estats Units. La similitud entre els diversos idiomes del grup lingüístic tepiman indica que els tepehuans es van separar dels altres grups tepimanoparlants fa menys de 700 anys.
A més, els costums i llegendes són bastant similars a les de les cultures de la regió d'Arizona. L'antropòleg John Alden Mason postula que els tepehuans, van abandonar la seva antiga terra i van començar la seva trajectòria cap a la regió nord de Jalisco a causa de les mateixes sequeres sostingudes que van devastar a les cultures anasazi de Chaco, Mesa Verde i Bandalier a la regió sud-oest dels Estats Units.
Cap al 1770, quan es va fer un padró dels feligresos de la parròquia de Nuestra Señora del Rosario a Totatiche, hi havia aproximadament 600 persones que pertanyien al poble d'Azqueltán i "a l'altra banda del riu." Ja que sabem que aquest poble era habitat gairebé exclusivament per tepehuans a principis del segle xx, queda clar que els habitants del poble al segle xviii eren tepehuans. Això ho verifica el padró, on s'expressa que eren "tots d'una mateixa nació." A més, expressa que solament se'ls administrava el sagrament de l'eucaristia i "els altres no per falta d'erudició" indicant que en aquesta època, encara no havien estat cristianitzats.
També sembla que els altres pobles d'indígenes (Acazpulco, Totatiche i Temastián) de la regió de Totatiche encara tenien majories de població tepehuana per fi del segle xviii. Un informe amb data de 1783 identifica l'idioma dels indígenes de la regió com una "llengua mexicana corrupta" (nàhuatl mal parlat) amb excepció dels pobles del curat de Totatiche on es parlava la llengua "tepeguana." 
A més, el padró de 1770 documenta que els tres pobles eren assentaments de naturals, és a dir indígenes, encara que ja per a aquest temps habitaven alguns espanyols entre els naturals de Totatiche, els qui van quedar comptats per separat en el padró.
A Acazpulco hi habitaven 466 persones, i al poble de Totatiche hi havia 298 habitants. A més, la majoria dels 263 habitants de Temastián se'ls denomina com a "indis", encara que habitaven habitants mulats entre aquests. Que Temastián havia arribat a ser una població de diverses ètnies per a aquest temps queda sustentat per altres documents històrics. Per a aquest any, els tepecanos també havien recuperat les seves terres ancestrals a Patagua, així que aquesta població també ha d'haver estat tepecana.
L'últim assentament tepecano va ser a Azqueltán al municipi de Villa Guerrero. Aquest va quedar abandonat a causa de la seva destrucció durant els conflictes militars relacionats amb Manuel Lozada. En repoblar-se, es va poblar amb una majoria de huichols. Els últims parlants de la llengua tepecana van morir a mitjan segle XX i així aquest poble va quedar extingit com a ètnia autòctona a la regió de Jalisco.